# 란세로
란세로(스페인어: Lancero)는 콜롬비아군의 군사 훈련 과정이다. 이 과정은 콜롬비아 톨리마 주 톨레마이다에 있는 콜롬비아 란세로스 학교에서 진행된다.

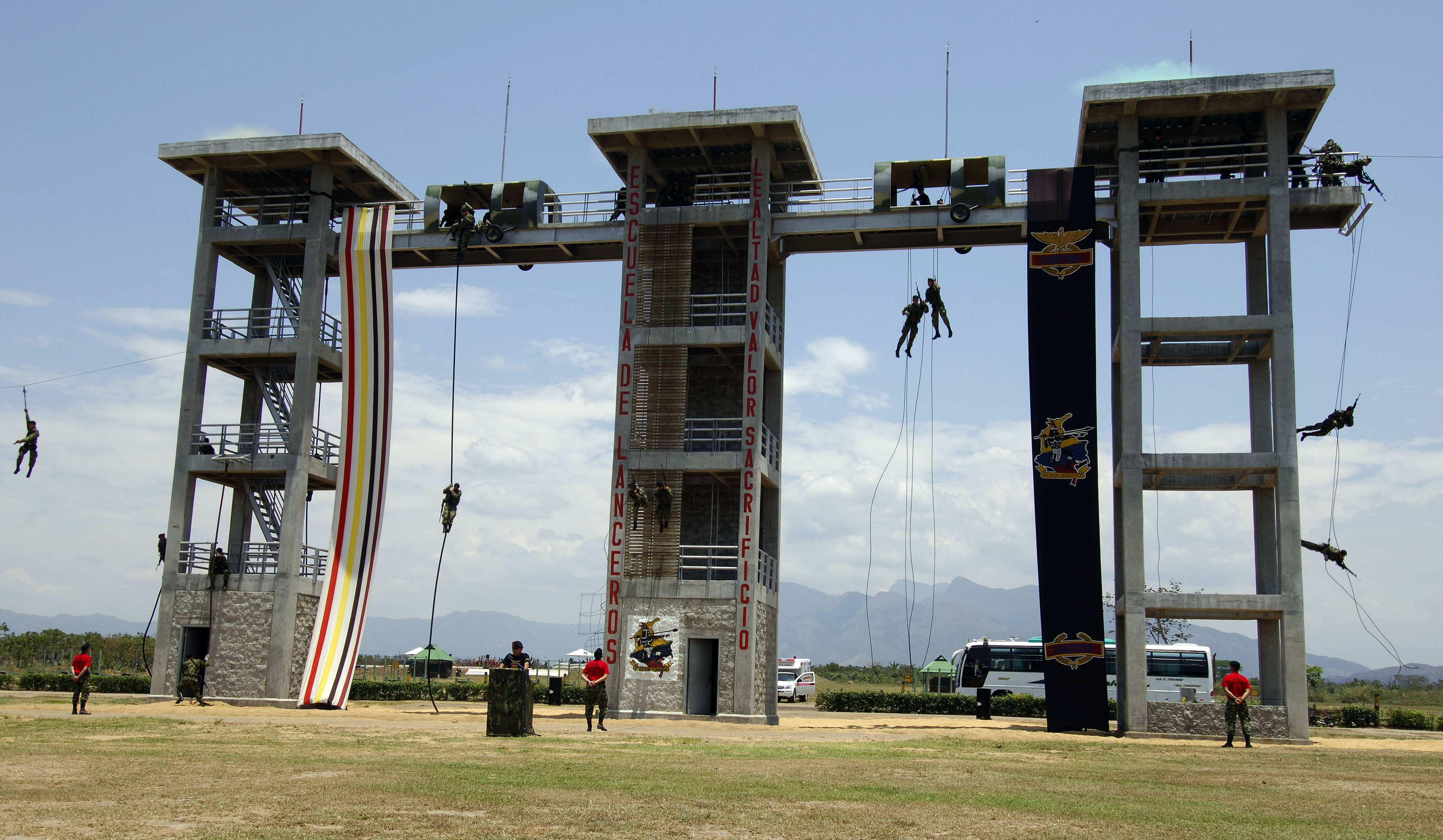
란세로 훈련과정 중 강하 훈련.

콜롬비아 군대는 1960년대부터 반란군 게릴라들과 군사적 충돌을 가졌다. 이러한 군사적 불안으로 인해 콜롬비아 정부 및 군은 이러한 게릴라 전과 같은 유형의 전쟁을 대비하기 위해 장병과 장교 모두를 훈련시키는 것을 특별히 목표로 하는 과정을 개발하게 된다. 란세로(Lancero)라는 용어는 콜롬비아의 독립을 위한 투쟁에서 시몬 볼리바르의 군대를 지원하였던 특정 병과(창기병) 부대를 기리는 방법으로 명명되었다. 이 부대는 바르가스 습지 전투에서 용맹과 기백을 발휘하였다.

## 역사
본 훈련과정은 1960년대 초 콜롬비아군 조직 내에서 일어난 개혁의 결과로 콜롬비아 산악지대의 무장농민들과의 비정규전에 대한 콜롬비아군의 특화성을 높이고 편성에 대한 재초점을 맞추기 위해 만들어졌다. 당시 게릴라전에 대한 지식과 경험이 부족하였던 콜롬비아군은 장교들을 미국 조지아주 베닝 요새로 파견하여 그곳에서 진행되는 레인저 훈련 과정을 수강하고, 그곳에서 습득한 지식을 콜롬비아의 특수한 상황에 적용할 수 있도록 했다.
미국 레인저 훈련 과정에서 배운 기술은 수정되어 콜롬비아 육군 장교와 부사관, 그리고 해군 보병의 일부 병사와 장교들에게 가르쳐졌다. 이 기술은 나중에 콜롬비아 전군에 퍼져나갔다.
1959년 콜롬비아 군 소속 에르난도 베르날 듀란 대위는 미 육군 레인저와 6.25 전쟁 레인저 중대(1950~1953년 동안 한반도에 파병된 콜롬비아 대대의 전투 경험에서 얻은 교훈을 적용)를 본떠 최초의 랜서 중대들을 창설하였다. 이렇게 새로 창설된 중대들은 민첩성과 유연성이 뛰어났기에, 더 성공적인 군사작전을 수행할 수 있었다. 특히 이들은 더 맹렬하고 활발히 활동하는 적군들이 있는 곳으로 부대의 지원 부대로서 보내졌다.
1966년에 콜롬비아 내부에 산적들이 흩어진 상태로 발생함에 따라, 이러한 적들을 더욱 신속하고 정확하게 제압할 수 있는 부대의 창설을 필요로 하게 된다. 같은 해 콜롬비아 육군 사령부는 반군과 싸우기 위한 보다 광범위한 훈련 과정을 시행하였는데, 이 과정은 후에 "대게릴라(對guerilla, Contraguerilla)"라고 불리는 단일 과정이 되었고, 이는 란세로 과정에 포함되었다.
이 시기부터 란세로 과정은 민간인들 사이에 숨어있는 적이 있는 나라의 필요에 따라 군인, 육군 장교 그리고 심지어 경찰관의 훈련에 초점을 맞추고 있다. 40년 이상이 지난 후, 이 과정은 주로 정규 군사 전쟁이 아닌 게릴라 전쟁에 초점을 맞추었기 때문에 전세계 군인들 사이에서 일부 악명을 얻었다.

## 란세로와 란자의 개념
랜서라고 번역될 수 있는 란세로라는 용어는 이후 동료 군인을 지칭하는 방법으로 란자(창)라는 용어의 사용으로 이어졌다. 사실 이 과정은 목표 (하나는 란체로 또는 창이고 다른 하나는 창 운반대)를 달성하기 위한 방법으로 두 군인 간의 협력 작업의 중요성을 강조해왔다. 따라서, 란자와 란체로라는 용어는 구어체이며 동료 군인 또는 장교를 부르는 방법을 존중한다.

## 같이 보기
- 유격전(게릴라전)
- 레인저
- 엠블럼
- 사격과 기동
- 수색대
- 콜롬비아 대대
- 창
- 창기병